# Kerwan
Koordinaten: 10° 46′ 12″ S, 123° 59′ 24″ O
| Cereskrater Kerwan                                 | Cereskrater Kerwan                            |
| -------------------------------------------------- | --------------------------------------------- |
| Aufnahme des Kraters Kerwan von der Raumsonde Dawn |                                               |
| Eigenschaften                                      |                                               |
| Breite                                             | 10,77 S                                       |
| Länge                                              | 123,99 O                                      |
| Durchmesser                                        | 280 km                                        |
| Namensgeber                                        | Kerwan, Geist des sprießenden Maises der Hopi |

Kerwan ist der größte Einschlagkrater auf dem Zwergplaneten Ceres. Er wurde am 19. Februar 2015 auf Aufnahmen der Raumsonde Dawn während deren Annäherung an Ceres entdeckt. Sein Durchmesser beträgt 280 Kilometer.
Der Name stammt von dem Geist des sprießenden Maises in der Mythologie der Hopi und wurde am 3. Juli 2015 durch die IAU offiziell bestätigt.

## Beschreibung
Kerwan liegt im Süden der Tiefebene Vendimia Planitia, mit seiner Nordhälfte auf dem Äquator. Anstelle eines Zentralbergs befindet sich in seinem Zentrum der Krater Insitor. Dieser hat einen Durchmesser von 26 Kilometern. Der Krater Kerwan ist Namensgeber der kartografischen Kerwan-Hemisphäre von Ceres, dem Seitenstück zur Occator-Hemisphäre.
Der Boden des Einschlagbeckens ist verhältnismäßig eben und zeigt nur eine geringe Menge jüngerer Einschlagkrater. Auch das Umfeld des Beckens erscheint glatter und kraterärmer als die sonstige Ceresoberfläche. Als Grund dafür ist eine langzeitlich ausgleichende plastische Verformung der Cereskruste denkbar, oder auch eine Verjüngung des Reliefs durch eventuelle geologische Prozesse des Ceresinnern.

## Galerie

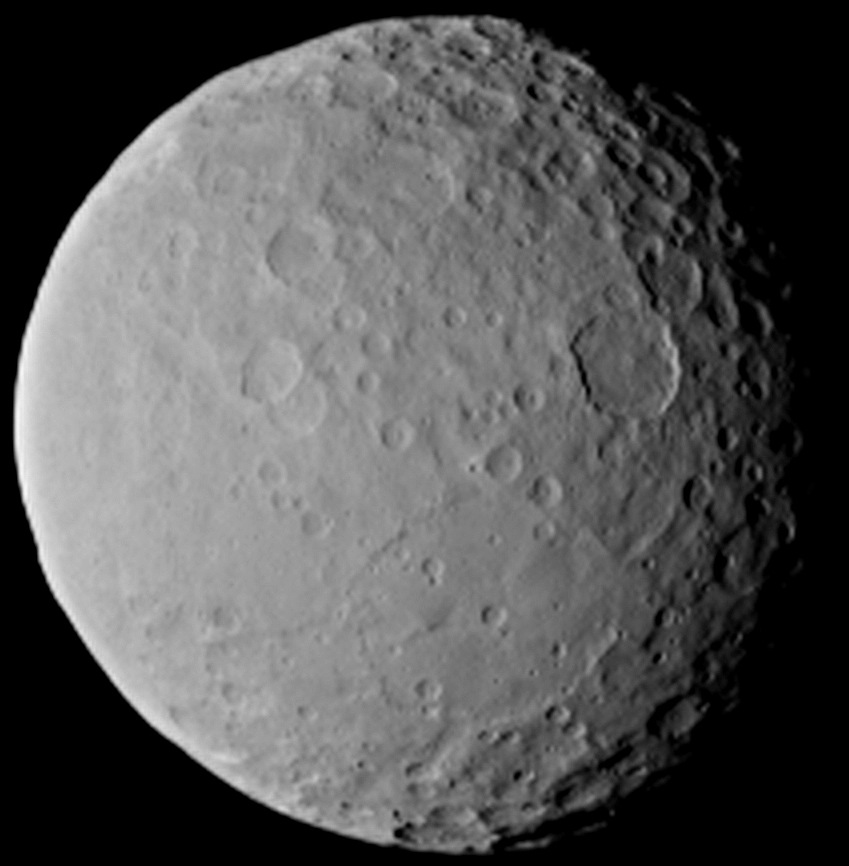
Kerwan in der Mitte der unteren Bildhälfte
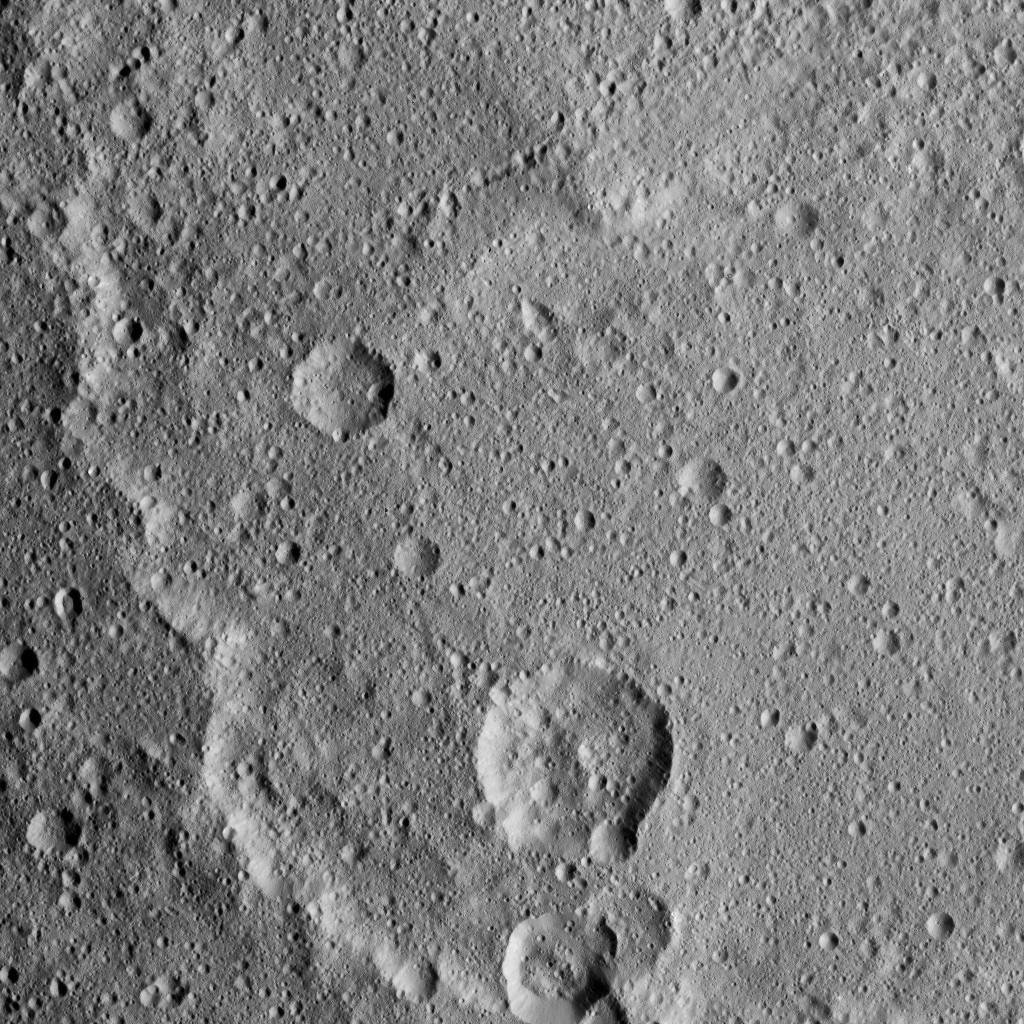
Südwestlicher Teil von Kerwan
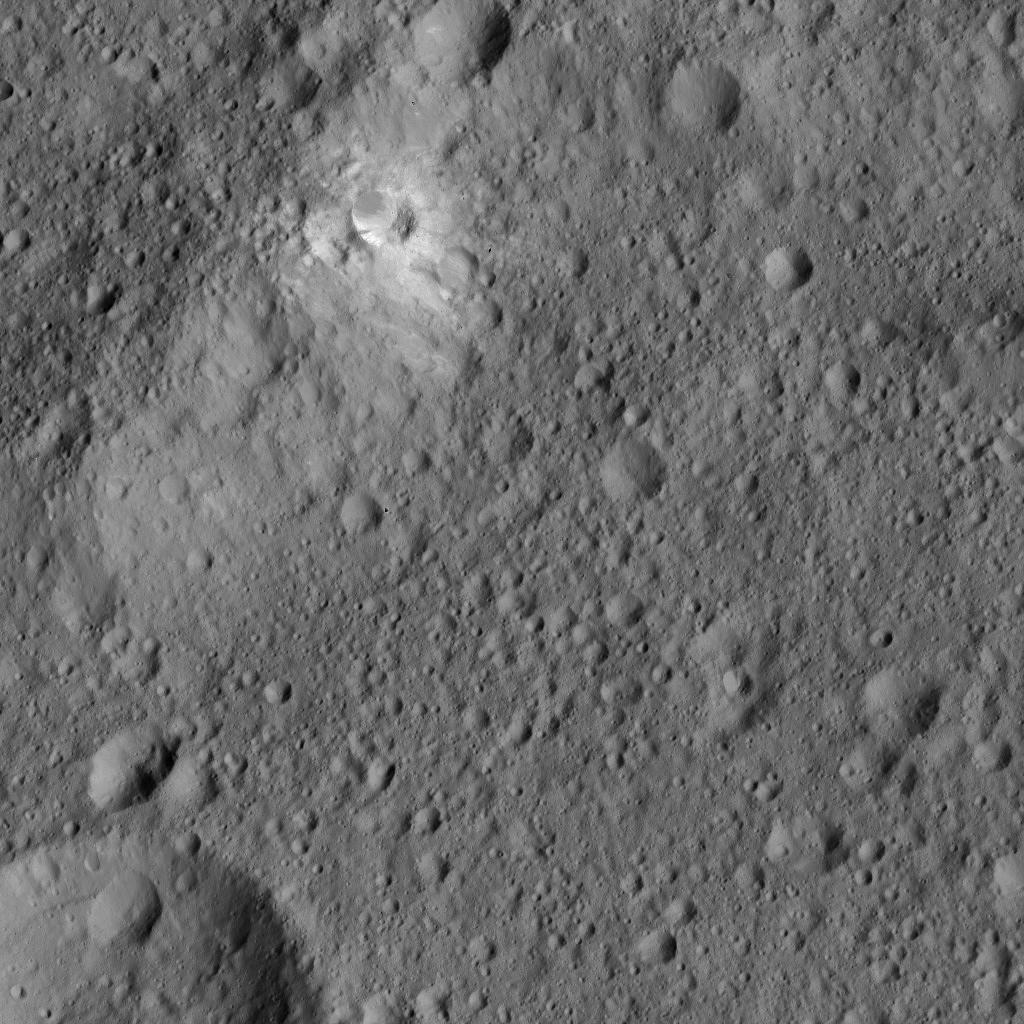
Nordwestliches Randgebiet
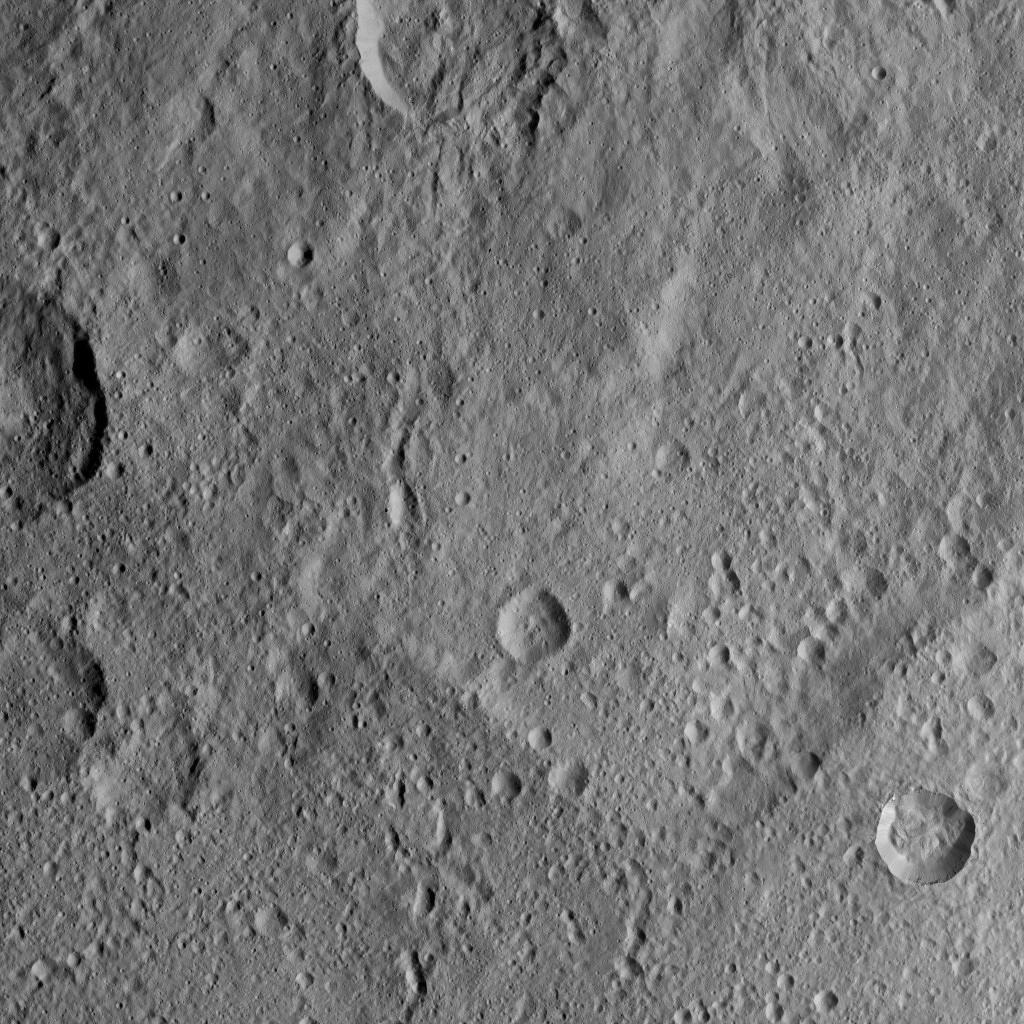
Nordöstliches Randgebiet